# Coleophora coronillae
Coleophora coronillae é uma espécie de mariposa do gênero Coleophora pertencente à família Coleophoridae.